# Heterographa zelleri
Heterographa zelleri là một loài bướm đêm trong họ Noctuidae.